# Pitkäkari (klippa)
Pitkäkari är en ö i Finland. Den ligger i Skärgårdshavet och i kommunen Tövsala i landskapet Egentliga Finland, i den sydvästra delen av landet. Ön ligger omkring 37 kilometer väster om Åbo och omkring 190 kilometer väster om Helsingfors.
Öns area är 2,2 hektar och dess största längd är 290 meter i nord-sydlig riktning. Närmaste större samhälle är Tövsala, 7,5 km norr om Pitkäkari.